# Айстра
А́йстра (Aster) — рід трав'янистих рослин родини айстрові (або складноцвіті) (Asteraceae).

## Назва
Назва айстра — запозичення з німецької мови, яке походить від дав.-гр. ἀστήρ — «зірка»; квітку названо за формою, подібною до зірки. Основні українські синонімічні назви: гайстра, глядка.

## Загальна біоморфологічна характеристика
Багаторічні (рідкісно дворічні чи однорічні) трав'янисті рослини чи напівкущі чи кущі 3–300 см заввишки. Переважно мають довгі чи короткі кореневища, рідкісно каудекс. Стебла переважно прямовисні чи висхідні, рідкісно лежачі. Листки чергові, рідкісно супротивні. Дрібні квітки в поодиноких або зібраних у волоть кошиках з черепичастою обгорткою. Крайові квітки язичкові, блакитні або лілові, плідні; серединні — трубчасті, звичайно жовті. Всі айстри мають схожі на зірки квітки з жовтими (іноді червонуватими) серединками і зовнішніми променями (не пелюстками) різної форми, білого, рожевого, пурпурового, синього чи фіолетового забарвлення, самого різного розміру. Плід — сім'янка з чубчиком із волосків. x = 9.

## Поширення
Відомо ≈ 200 видів, поширених у північно-західній Африці, Євразії, Канаді й США. В Україні росте 2 дикорослі рослини з роду айстра. Вони поширені в степу, Лісостепу (айстра волове око Aster amellus) та на вапнякових схилах Карпат (айстра альпійська Aster alpinus). Багато видів культивують як садові квіти.
Раніше до роду належали: Galatella linosyris, Galatella sedifolia, Galatella tatarica, Galatella villosa, Symphyotrichum lanceolatum (натуралізований), Symphyotrichum novae-angliae (натуралізований), Symphyotrichum novi-belgii (натуралізований), Tripolium pannonicum.

## Історія
Айстри, які розводили у великій кількості в Китаї, потрапили в Європу тільки в 1728 році. Насіння їх надіслав відомому французькому ботаніку Антуану де Жюссьє місіонер, який жив у Пекіні. Квіти, виведені з насіння айстр, виявилися великими, яскравих кольорів, але з жовтою серединкою і їх у Франції назвали «Царицею маргариток», а згодом, у 1750 році з'явилися махрові квіти, які отримали нову назву: Aster — «зірка, світило».
Айстрами називають і представників Callistephus (див. китайська айстра).

## В культурі
Угорська революція 31 жовтня 1918 стала відома як «революція айстр» завдяки тому, що протестувальники в Будапешті чіпляли на свою одежу квітки айстр.
У Миколи Лисенка є відомий романс — «айстри» на вірші Олександра Олеся